# Política de Guayaquil
La Política de Guayaquil está determinada y regulada por la Constitución ecuatoriana, las leyes de la República y las propias ordenanzas municipales que rigen en la actualidad. La ciudad de Guayaquil, y su cantón homónimo, cuentan con un sistema de autogobierno de elección popular. Al igual que los demás cantones, Guayaquil cuenta con un gobierno municipal autónomo descentralizado, el cual se denomina oficialmente Muy Ilustre Municipalidad de Guayaquil.
Además del gobierno municipal, Guayaquil es administrado en ciertos ámbitos por el gobierno autónomo descentralizado provincial conformado en un consejo provincial presidido por un prefecto. También existe un cargo no contemplado en la normativa jurídica del país que contempla la figura de un representante directo del presidente de la República, dicha representación recae en el Gobernador de la provincia del Guayas.
De manera paralela al gobierno cantonal presidido por el alcalde, existen presidentes de juntas parroquiales que administran el gobierno local en las cinco parroquias rurales del cantón Guayaquil.

## Gobierno autónomo descentralizado municipal
La Muy Ilustre Municipalidad de Guayaquil es el gobierno autónomo descentralizado municipal del cantón. El cantón Guayaquil está dividido por quince parroquias urbanas que se consolidan en el territorio de la cabecera cantonal; sin embargo, también posee cinco parroquias rurales fuera del perímetro urbano; en estas parroquias rurales se conforman gobiernos autónomos descentralizados parroquiales que se consolidan en las juntas parroquiales.
La Municipalidad de Guayaquil, que tiene principal ámbito de poder dentro de la ciudad de Guayaquil, está conformada por el Concejo Municipal de Guayaquil y por la Alcaldía de la ciudad.

### Concejo municipal
El M.I. Concejo Municipal de Guayaquil es el órgano de legislación y fiscalización de la M.I. Municipalidad de Guayaquil. Según el artículo 56 del Código Orgánico de Organización Territorial, Autonomía y Descentralización (COOTAD), todos los concejos municipales del país —incluyendo al de Guayaquil— estarán integrados por un alcalde, el cual preside el órgano y tendrá voto dirimente, y por los concejales elegidos por votación popular, de conformidad con lo previsto en las leyes de la materia electoral. La cantidad de concejales estará determinada por la proporcionalidad de la población, tanto rural como urbana.
En la actualidad, el Concejo Municipal guayaquileño está compuesto de quince concejales. Los concejales duran en su cargo por cuatro años.

### Alcaldía
El alcalde de Guayaquil es la primera autoridad del poder ejecutivo de la M.I. Municipalidad de Guayaquil, y es elegido mediante votación popular de acuerdo con los requisitos y regulaciones previstas en las leyes.
El alcalde dura en funciones por cuatro años. El alcalde de Guayaquil ejerce la representación legal de la Municipalidad, y la representación judicial; además, ejerce el poder ejecutivo a nivel cantonal. También preside el Concejo Municipal y se reserva el derecho de voto dirimente. Tiene a su cargo la elaboración del plan de desarrollo a nivel cantonal, de la proforma presupuestaria anual, del plan operativo anual, del modelo de gestión administrativa; puede también estructurar orgánica y funcionalmente a la Municipalidad, nombrar y remover funcionarios, delegar funciones específicas a las distintas comisiones municipales, aprobar traspasos de partidas presupuestarias, suscribir convenios y acuerdos, dirigir la Policía Metropolitana y coordinar políticas locales con la Policía Nacional.
El actual alcalde de Guayaquil es el abogado Jaime Nebot Saadi, perteneciente al Partido Social Cristiano, quién ostenta el cargo desde el año 2000.

### Elecciones
| Elecciones | Votantes  | Alcalde electo | Alcalde electo   | Alcalde electo | Alcalde electo | Segundo lugar   | Segundo lugar    | Segundo lugar | Segundo lugar |
| Elecciones | Votantes  | Candidato      | Partido político | Votos          | %              | Candidato       | Partido político | Votos         | %             |
| 2000       | 716.359   | Jaime Nebot    | PSC              | 513.630        | 71.7%          | Alfredo Adum    | PRE              | 148.585       | 20.7%         |
| 2004       | 1.016.682 | Jaime Nebot    | PSC              | 520.247        | 56.76%         | Jimmy Jairala   | PRE              | 275.173       | 30.02%        |
| 2009       | 925.628   | Jaime Nebot    | PSC - MG         | 761.699        | 68.44%         | María Duarte    | PAIS             | 146.278       | 29.01%        |
| 2014       | 1.510.722 | Jaime Nebot    | PSC - MG         | 841.901        | 59.46%         | Viviana Bonilla | PAIS             | 554.337       | 39.15%        |